# Чередниченко, Анастасия Никоновна
Анастасия Никоновна Чередниченко (1911 год, с. Покровка, Атбасарский уезд, Акмолинская область — дата и место смерти неизвестны) — колхозница, звеньевая колхоза «Победа» Тюлькубасского района Южно-Казахстанской области, Герой Социалистического Труда (1948).

## Биография
Родилась в 1911 году в крестьянской семье в селе Покровка Атбасарского уезда (ныне — Атбасарский район Акмолинской области, Казахстан). С раннего детства занималась батрачеством.
В 1929 году устроилась на работу на кирпичном заводе Воронежской губернии. Потом трудилась на угольной шахте в Караганде, санитаркой в поликлинике Чимкентского цементного завода. В 1940 году вступила в колхоз «Победа» Тюлькубасского района Южно-Казахстанской области. Трудилась рядовой колхозницей, затем была назначена звеньевой полеводческого звена. В конце своей трудовой карьеры была заведующей молочной фермой. С 1953 году работала рядовой колхозницей.
В 1947 году полеводческое звено под руководством Анастасии Чередниченко собрало с участка площадью 10 гектаров по 33 центнеров зерновых. За этот доблестный труд была удостоена в 1948 году звания Героя Социалистического Труда.

## Награды
- Герой Социалистического Труда — указом Президиума Верховного Совета от 28 марта 1948 года;
- Орден Ленина (1948);
- Медаль «За доблестный труд в Великой Отечественной войне 1941—1945 гг.».